# El Ciego de la Playa
Francisco Giménez Belmonte, El Ciego de la Playa, fue un cantaor flamenco, tocaor y trovero nacido en 1864 en Almería y muerto en la misma ciudad el 7 de agosto de 1925, a causa de una diabetes.
Algunos autores se han referido a él como Frasquito Segura, el Ciego.

## Biografía
Fue el mayor de tres hermanos. Pasó su infancia y juventud en la calle de Pescadores del antiguo barrio de Las Almadrabillas de la capital almeriense, ya desaparecido. De este origen marinero proviene su apodo. Más adelante residió en la calle Real.
La diabetes que finalmente le causaría la muerte fue probablemente la causa de su ceguera, que sufrió desde su juventud. A pesar de esta discapacidad, formó una familia y tuvo tres hijos, y nunca dejó de escribir, tocar y cantar.

## Cante y toque
Se ganó el sueldo cantando por calles, plazas, barberías y cafés de Almería, donde causaba gran expectación según las referencias existentes del diario de la época, La Crónica Meridional.
Fue uno de los primeros artistas en separarse del estilo ancestral de Juan Breva, y uno de los iniciadores y transmisores de los cantes de Levante. Prodigó especialmente la taranta almeriense y la saeta.
Era además autor tanto de la música como de la letra de sus coplas, que llegaron a ser popularizadas  por Antonio Chacón, y fueron también apreciadas por otros artistas flamencos como Antonio Mairena, Caldera de Salamanca (hermano de Rafael Farina), Pepe Marchena, o La Niña de los Peines, entre otros.
Un ejemplo de sus letras:
Que van a poner un faro

en el castillo de San Telmo,

y un cañón de artillería

pa que se sienta el disparo

en to el reino de Almería.